# In testa
In testa è il secondo album del gruppo italiano Dari, pubblicato l'8 giugno 2010 dalla EMI.
È stato realizzato tra il 2009 e il 2010, ed è stato anticipato dal singolo Più di te, in rotazione in tutte le radio dal 14 maggio e presentato in anteprima assoluta l'8 maggio ai TRL Awards 2010. Tutti i dieci brani sono stati scritti dai dARI
In testa viene pubblicato in digitale con due edizioni speciali per iTunes contenente una versione inedita di Più di te in inglese dal titolo So Much More) e per Dada (contenente il remix di Più di te di Sashimi Planet).

## Tracce
1. Più di te – 3:34 (testo: Dario Pirovano – musica: Domenico Capuano, Fabio Cuffari, Dario Pirovano)
2. L'amore ci chiama – 3:27 (testo: Dario Pirovano – musica: Domenico Capuano, Fabio Cuffari, Dario Pirovano)
3. Da me – 3:41 (testo: Dario Pirovano – musica: Domenico Capuano, Fabio Cuffari, Massimo Gabutti, Dario Pirovano)
4. Difettosa – 3:41 (testo: Dario Pirovano – musica: Domenico Capuano, Fabio Cuffari, Dario Pirovano)
5. Di nuovo – 3:20 (testo: Dario Pirovano – musica: Domenico Capuano, Dario Pirovano)
6. Non mi far mancare – 3:57 (testo: Dario Pirovano – musica: Domenico Capuano, Fabio Cuffari, Dario Pirovano)
7. Esco – 3:07 (testo: Dario Pirovano – musica: Domenico Capuano, Dario Pirovano)
8. Chiediti perché – 3:22 (testo: Dario Pirovano – musica: Domenico Capuano, Dario Pirovano)
9. Toccami il cuore – 3:11 (testo: Dario Pirovano – musica: Domenico Capuano, Fabio Cuffari, Dario Pirovano)
10. Bonjour – 3:38 (testo: Dario Pirovano – musica: Domenico Capuano, Dario Pirovano)

## Formazione
- Dario Pirovano – voce, chitarra
- Fabio Cuffari – basso, cori
- Andrea Cadioli – tastiera, sintetizzatore
- Daniel Fasano – batteria

## Classifiche
| Classifica (2010) | Posizione massima | Settimane in classifica |
| ----------------- | ----------------- | ----------------------- |
| Italia            | 12                | 7                       |